# Basma Channel
Basma Channel (Qanat basmat lil'atfal, lit. Basma, canal para niños), es un canal de televisión por suscripción de origen árabe de programación infantil. Fue lanzado al aire el 10 de mayo de 2008 y es perteneciente al conglomerado mediático Almajd TV Network, de Arabia Saudita (sin embargo los contenidos extranjeros se doblan en Amán, Jordania). La empresa televisiva se caracteriza por tener una fuerte orientación islámica sunita, al cual suelen ser enfocados sus programas, en todas las cadenas, tanto abiertas como satelitales, las cuales opera y maneja la empresa, siendo bastantes particulares sus canales infantiles (Almajd Kids, Basma, Rawda y Taghareed), los cuales transmiten varias series para niños, de diversos países, géneros e idiomas, tanto occidentales como orientales, con la particularidad de que estos programas poseen un particular doblaje, él cual se caracteriza por eliminar las bandas sonoras originales, siendo reemplazados por cánticos religiosos musulmanes. Los diálogos de los programas son cambiados en pro del mensaje religioso que intenta transmitirse. La música de los doblajes suele ser censurada, y reemplazada por efectos de sonido, esto posiblemente por la creencia de algunos musulmanes, principalmente salafistas y wahabistas, de que la música es satánica. Cabe destacar que las series poseen muchas escenas censuradas en varios capítulos, haciendo que los episodios se encuentren sumamente reducidos.
El canal ha sido criticado en occidente por intentar distorsionar dibujos animados para niños para que transmitan mensajes islámicos fundamentalistas y también por realizar doblajes ilegales mientras afirman que poseen los derechos sobre ellos. La mayoría de la gente recomendaría ver los doblajes oficiales transmitidos en otros canales propios de la región (Spacetoon, MBC3, TV5 Saudi Ajyal, etc.)
Los doblajes en internet han sido etiquetados en páginas, o videos de YouTube como "Islamic Arabic", para distinguirlos de las versiones árabes oficiales.